# Милан Томић (кошаркаш)
Милан Томић (Београд, 24. јул 1973) је бивши српски кошаркаш, а садашњи кошаркашки тренер који се тренутно налази на месту спортског директора Црвене звезде. Поред српског поседује и грчко држављанство. Највећи део своје како играчке тако и тренерске каријере провео је Олимпијакосу и био је део тима сва три пута када је Олимпијакос освојио Евролигу.

## Каријера
Томић је кошаркашку каријеру започео у београдском Радничком у којем је одиграо и једну сениорску сезону. Након тога је готово целу играчку каријеру провео у Олимпијакосу.
О преласку у Олимпијакос рекао је:
"Отишао сам без размишљања, али сам већ са 15 ушао у први тим Радничког и играо у петорци. У то време је Срећко Јарић био и директор клуба и играч, много сам од њега научио. Имао сам три године искуства, самопоуздање такође. У то време, Олимпијакос није био толико велики клуб као што је сада, градио се доласком газде Кокалиса, тренера Јоанидиса."
У то време у Грчкој је важило правило да може да игра само један инострани играч, а то место је било резервисано за Жарка Паспаља који је тих година био доминантна фигура Олимпијакоса. Томићу је понуђено грчко држављанство и тако је и он добио прилику да игра, али тек од следеће сезоне 1992/93. Попут њега и многи други играчи су добијали држављанство попут Драгана Тарлаћа, Предрага Стојаковића или Раше Нестеровића.
Томић је врло брзо добио прилику да буде део прве петорке и имао је значајну минутажу. Тим је постепено растао, а Томић иако није био статистички лидер био је душа и вођа тима. Међутим доласком Дејвида Риверса, Томић се сели на клупу и сезона 1995/96. као да је била припремна за оно што ће уследити следеће сезоне. На клупу долази Дуда Ивковић и Томића враћа на место првог плејмејкера, док Риверса сели на позицију бека шутера где се показао као убитачни играч. Олимпијакос је освојио триплу круну по први пут у својој историји, освојивши домаћу лигу и куп али и Евролигу. Дејвид Риверс је био вођа тог тима али је Томић био веома битан шраф. При крају каријере играо је још релатвино кратко у Италији и на Родосу да би 2006. године и званично завршио играчку каријеру.

## Тренерска каријера
Играо је у Олимпијакосу до 2004. када постаје први тренер екипе, након одласка Драгана Шакоте. Године 2008. Панајотис Јанакис постаје први тренер Олимпијакоса и позива Томића у свој тим. Од тада је је Томић незаменљив члан тима и поред промена првог тренера. Током 2014. године био је привремено и главни тренер након одласка Барцокаса.

### Црвена звезда
Дана 13. јула 2018. године постављен је за тренера Црвене звезде. Са црвено-белима је у сезони 2018/19. освојио три трофеја - Суперкуп Јадранске лиге, Јадранску лигу и Суперлигу Србије. На почетку сезоне 2019/20. клуб је бележио слабије резултате. Црвено-бели су на АБА Суперкупу елиминисани већ у четвртфиналу против Приморске. У Евролиги је после три кола забележена победа у Арени над Фенербахчеом и порази на гостовањима Панатинаикосу и Макабију. У Јадранској лиги је у првом колу савладана Приморска након чега су уследили порази од Будућности у Пиониру и на гостовању Крки у Новом Месту. Након пораза од Крке, Томић и Црвена звезда су 22. октобра 2019. споразумно раскинули сарадњу.

## Успеси

### Као играч
- Олимпијакос:
  - Евролига (1): 1996/97.
  - Првенство Грчке (5): 1992/93, 1993/94, 1994/95, 1995/96, 1996/97.
  - Куп Грчке (3): 1993/94, 1996/97, 2001/02.

### Као тренер
- Црвена звезда:
  - Првенство Србије (1): 2018/19.
  - Јадранска лига (1): 2018/19.
  - Суперкуп Јадранске лиге (1): 2018.